# Philoria loveridgei
Philoria loveridgei (tên tiếng Anh: Loveridge's Frog) là một loài ếch thuộc họ Myobatrachidae.
Đây là loài đặc hữu của Úc.
Môi trường sống tự nhiên của chúng là rừng ẩm vùng đất thấp nhiệt đới hoặc cận nhiệt đới, rừng ẩm nhiệt đới hoặc cận nhiệt đới và các con suối.
Chúng hiện đang bị đe dọa vì mất môi trường sống và bị nhiễm nấm.